# Angelo Maria Ranuzzi

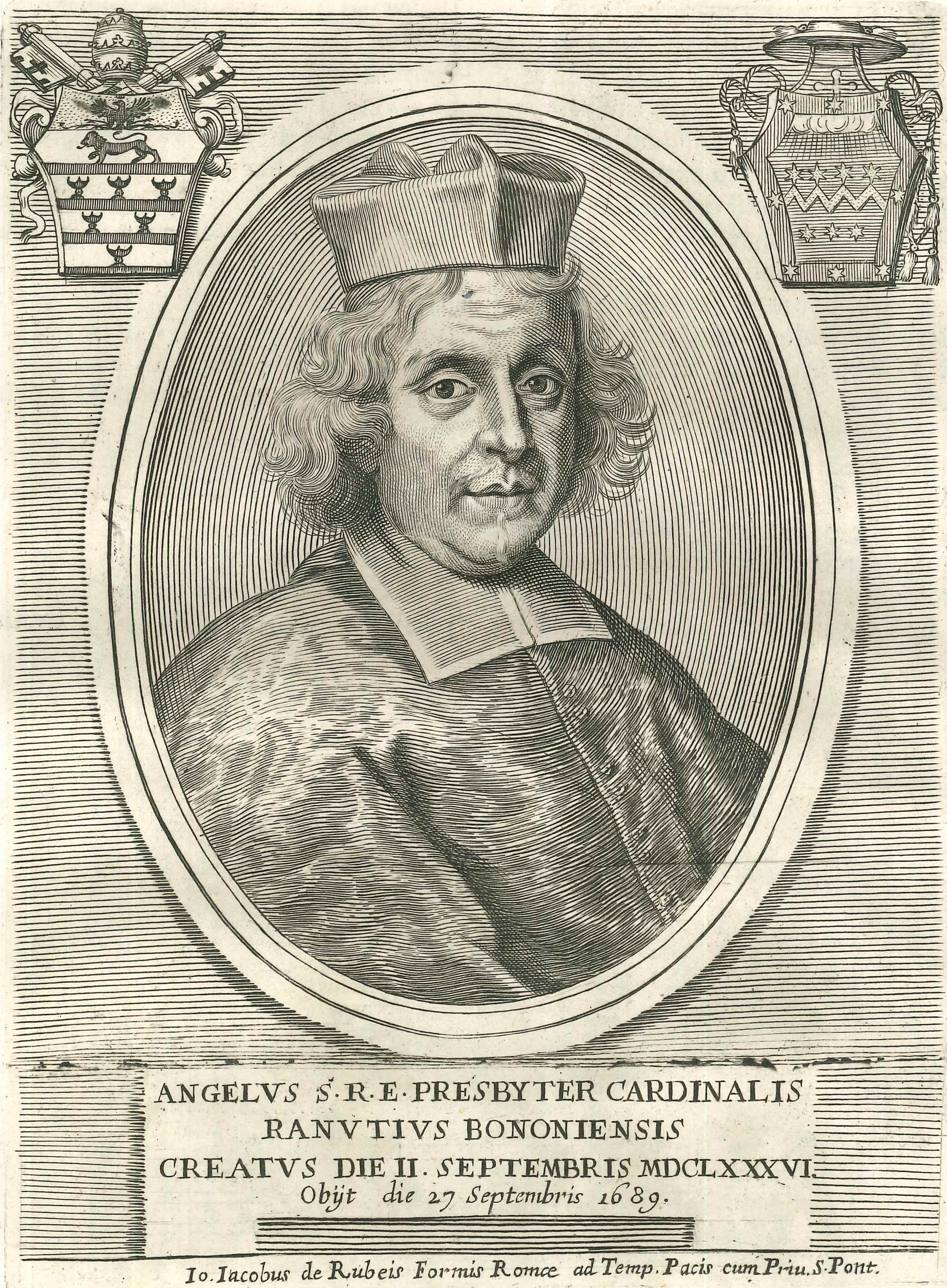
Kardinal Ranuzzi auf Stich des ausgehenden 17. Jahrhunderts

Angelo Maria Ranuzzi (auch Angelo Ranuzzi; * 19. Mai 1626 in Bologna; † 27. September 1689 in Fano) war ein italienischer römisch-katholischer Geistlicher, Kardinal und Erzbischof von Bologna.

## Leben

### Herkunft und frühe Jahre
Er entstammte einer Familie des Bologneser Patriziates und war das zweite von drei Kindern des Senators Marcantonio Ranuzzi und dessen Ehefrau Orinzia Albergati. Sein Großneffe Vincenzo Ranuzzi wurde 1785 ebenfalls Kardinal. Angelo Maria Ranuzzi studierte an der Universität Padua, wo er zum Doctor iuris utriusque promoviert wurde. Danach unternahm er eine Reise durch Europa, um die Sitten und Gebräuche anderer Länder kennenzulernen. Später zog er nach Rom und trat als Päpstlicher Hausprälat in den Dienst der Kurie. Ranuzzi wurde Referendar an den Gerichtshöfen der Apostolischen Signatur und 1661 zum Gouverneur von Rimini, in der Folge auch von Rieti, Camerino sowie von Ancona bestellt. Papst Alexander VII. ernannte ihn zum Vize-Legaten in Urbino und kommissarischen General der päpstlichen Truppen.
Am 27. Oktober 1666 ernannte Papst Alexander VII. ihn zum Inquisitor und Apostolischen Legaten in Malta. Er traf am 12. Februar 1667 auf Malta ein und blieb dort bis zum 7. April 1668. Während seiner Amtszeit verfasste Angelo Maria Ranuzzi einen längeren Bericht über den Malteserorden und die Insel Malta, in dem er sich anerkennend über die dortige Bevölkerung äußerte und auch harte Kritik an der Inquisition nicht verschwieg.

### Bischofsämter
Am 30. April 1668 wurde Angelo Maria Ranuzzi zum Titularerzbischof von Tamiathis ernannt und empfing in schneller Folge die Niederen Weihen und die sakramentalen Weihen, bis zur Priesterweihe, die genauen Daten sind nicht bekannt. Die Bischofsweihe spendete ihm am 24. Juni 1668 in Rom Kardinal Cesare Facchinetti; Mitkonsekratoren waren Giacomo Altoviti, Lateinischer (Titular-)Patriarch von Antiochia, und Stefano Brancaccio, Apostolischer Nuntius im Großherzogtum Toskana. Am 26. Juni 1668 wurde Angelo Maria Ranuzzi Päpstlicher Thronassistent. Ab dem 30. Juni 1668 war er Nuntius in Savoyen, ab 1671 dann in Polen. Am 20. November 1675 wurde er zum Gouverneur der Marca Anconitana bestellt und am 18. April 1678 wurde er Bischof von Fano mit dem persönlichen Titel eines Erzbischofs. 1683 wurde er nach Paris entsandt, um zwischen Frankreich und Österreich zu vermitteln, mit dem Ziel, eine starke Allianz gegen das Vordringen der Osmanen zu bilden. Noch einmal wurde er 1686 nach Paris auf eine diplomatische Mission des Heiligen Stuhls entsandt.

### Kardinal
Im Konsistorium vom 2. September 1686 kreierte Papst Innozenz XI. ihn zum Kardinal und ernannte ihn zum Kardinalpriester. Zur Verleihung des Kardinalshutes und einer Titelkirche kam es allerdings nicht mehr. Angelo Maria Ranuzzi wurde zwar noch am 17. Mai 1688 zum Erzbischof von Bologna ernannt, er starb jedoch auf der Reise zum Konklave 1689 in Fano. Beigesetzt wurde er in der dortigen Kathedrale. Seine umfangreiche Bibliothek hinterließ er seinem Neffen, dem Grafen Ranuzzi.